# Offensiva turca nella Siria nordorientale del 2019
L'offensiva turca nella Siria nordorientale del 2019, nota col nome in codice turco di "operazione Sorgente di Pace" (in turco Barış Pınarı Harekâtı; in arabo عملية نبع السلام‎?, ʿamaliyyat Nabʿ as-Salām; in curdo Operasyona Bihara Aşitiyê‎), è un'operazione militare condotta dall'esercito turco (TAF) e dai suoi alleati appartenenti all'Esercito Nazionale Siriano (SNA) contro i territori sotto l'Amministrazione Autonoma della Siria del Nord-Est (Rojava) e le Forze Democratiche Siriane (SDF).
Il 6 ottobre 2019, l'amministrazione Trump ordinò il ritiro delle truppe americane dalla Siria nord-orientale, dove gli USA stavano assistendo i propri alleati curdi. L'operazione militare cominciò il 9 ottobre con i primi bombardamenti dell'aviazione turca sulle cittadine di confine.
A detta del presidente turco Erdoğan l'operazione è volta all'eliminazione delle forze democratiche siriane, viste come un'organizzazione terroristica a causa dei suoi legami col PKK, ma visto come un alleato contro l'ISIS da molti paesi, tra cui gli USA, da una zona di confine, creando una zona cuscinetto di 30 km nella Siria settentrionale mentre parte dei profughi siriani in Turchia verrebbe rimpatriata. Poiché la zona di insediamento proposta è fortemente curda nella composizione demografica, questa intenzione è stata criticata come un tentativo di forzare un drastico cambiamento demografico, una critica negata dalla Turchia dicendo che intendeva solo "correggere" i dati demografici che i funzionari turchi affermavano fossero stati cambiati dalle SDF.
L'azione turca è stata condannata dall'Unione europea, Lega araba, Iran, Israele,, India e Regno Unito come un assalto al territorio di uno stato sovrano e arabo e un'azione destabilizzante irresponsabile con conseguenze umanitarie "potenzialmente terribili". Il governo siriano ha incolpato i curdi dell'offensiva turca, a causa del loro separatismo e non dei negoziati con il governo, ma ha anche condannato l'invasione straniera del territorio siriano.

## Panoramica
La Turchia e gli Stati Uniti hanno raggiunto un accordo nell'agosto 2019 dopo mesi di minacce turche per invadere unilateralmente la Siria settentrionale. Gli Stati Uniti hanno visto le Forze Democratiche Siriane come uno dei suoi principali alleati nell'intervento militare contro l'ISIL in Siria, mentre la Turchia ha visto il gruppo come un'estensione del Partito dei Lavoratori del Kurdistan, che considera un gruppo terroristico. L'accordo ha istituito la zona cuscinetto della Siria settentrionale, che mirava a dissipare le tensioni affrontando le preoccupazioni di sicurezza della Turchia con il monitoraggio e le pattuglie comuni, pur consentendo al NES di mantenere il controllo sulle aree che aveva sotto il suo controllo in quel momento. L'accordo è stato accolto favorevolmente dagli Stati Uniti e dall'SDF/NES, ma la Turchia non è stata generalmente soddisfatta. L'insoddisfazione della Turchia ha portato a numerosi sforzi turchi per espandere l'area coperta dalla zona cuscinetto, garantire il controllo turco su parti di essa o trasferire milioni di rifugiati nella zona, con tutti questi sforzi falliti di fronte alla ferma resistenza della SDF e all'ambivalenza americana.
Nonostante l'inizio ufficiale dei pattugliamenti di terra turco-statunitensi, lo smantellamento delle fortificazioni della SDF e il ritiro delle unità YPG da parti della zona cuscinetto, le tensioni continuarono a crescere mentre la Turchia riscuoteva ancora più richieste sulla SDF, cosa che la SDF ha negato, poiché sentivano di aver accettato un duro compromesso permettendo alle truppe turche di prendere parte a pattuglie comuni con le loro controparti americane nel nord della Siria. L'insoddisfazione della Turchia per lo status quo dell'accordo è diventata un'ostilità aperta, con il presidente turco che ha apertamente presentato un ultimatum contro l'SDF. L'ultimatum è stato ignorato dal gruppo e la Turchia ha dichiarato che la sua "scadenza" sarebbe avvenuta all'inizio di ottobre dello stesso anno.

## Preludio

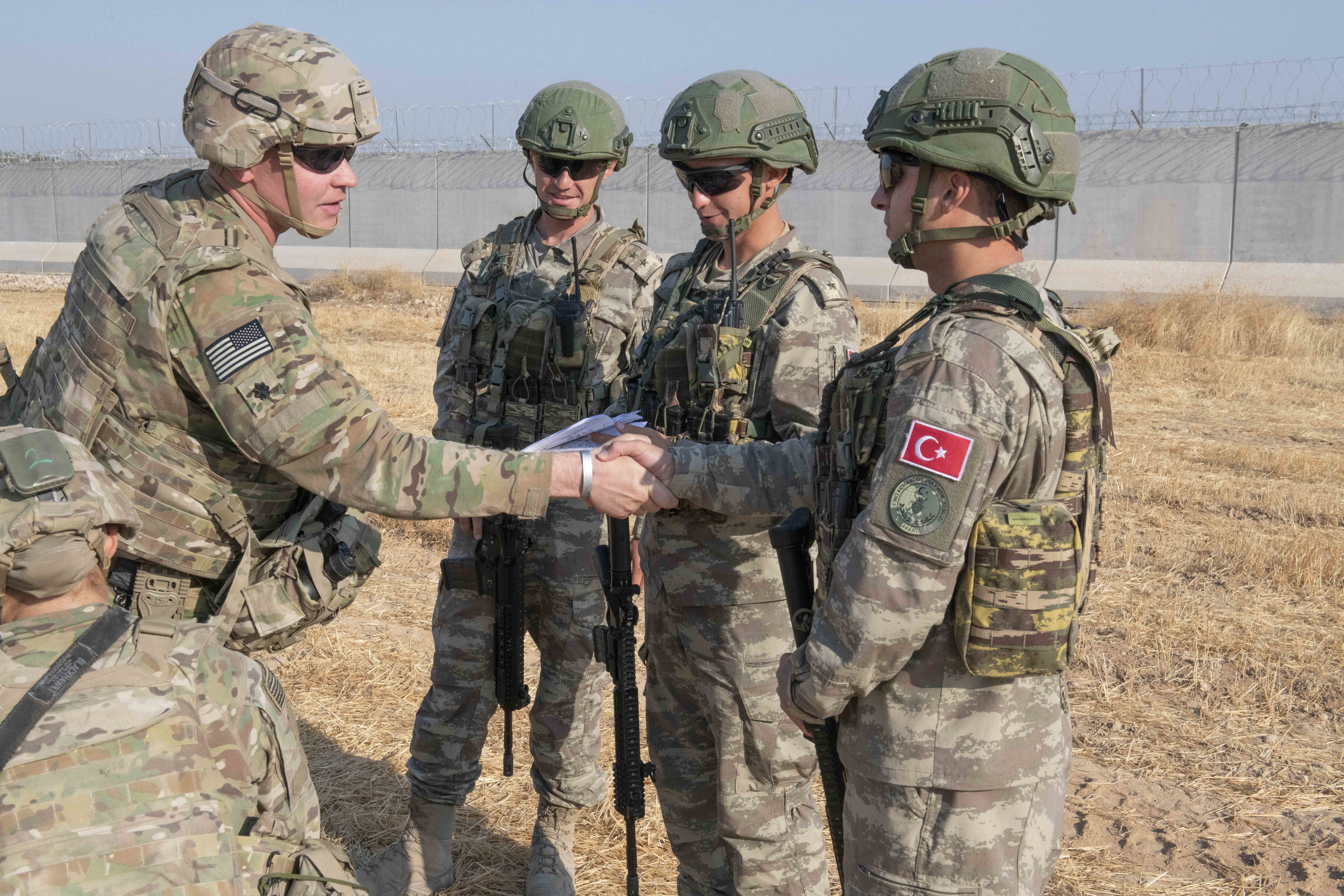
I soldati americani salutano le truppe turche per una pattuglia congiunta nel nord della Siria il 4 ottobre 2019.

I preparativi per l'offensiva si sono avviati all'inizio di ottobre, a partire dal ritiro delle forze americane dalle posizioni vicino al confine turco, dopo che il presidente turco Recep Tayyip Erdoğan ha avuto una telefonata con il presidente degli Stati Uniti Donald Trump sui piani per un'operazione militare contro le aree detenute dalla SDF ad est del fiume Eufrate. Infatti, prima dell'offensiva turca, le forze speciali statunitense presero in custodia due detenuti britannici, noti per i loro ruoli in una cellula dell'Isis che torturarono e uccisero ostaggi occidentali, tra cui il giornalista James Wright Foley, che venne decapitato. El Shafee Elsheikh e Alexanda Kotey sono stati trasferiti in una base americana in Iraq dopo essere stati prelevati da una prigione di guerra in Siria settentrionale gestita dalla milizia curda.
Mentre il governo degli Stati Uniti ha dichiarato di non supportare l'offensiva guidata dalla Turchia, il 6 ottobre 2019 la Casa Bianca ha anche annunciato che non avrebbe interferito e avrebbe ritirato tutto il personale degli Stati Uniti nell'area per evitare un potenziale stallo tra Stati Uniti e Turchia; il segretario di Stato americano Pompeo ha negato che ciò equivaleva a dare il via libera alle forze armate turche per attaccare la SDF mentre un portavoce della SDF ha definito il ritiro un tradimento da parte degli Stati Uniti. Secondo quanto riferito, gli Stati Uniti hanno anche tagliato gli aiuti alla SDF per non armarli contro un alleato della NATO.
L'8 ottobre 2019, secondo quanto riferito, le forze armate turche hanno bombardato un convoglio di veicoli militari diretti dall'Iraq in Siria, destinati alle SDF. Tuttavia, le SDF non si sono vendicate all'attacco e non sono state riportate vittime a seguito dell'attacco aereo. Lo stesso giorno le forze speciali russe hanno aperto una traversata sul fiume Eufrate tra le aree detenute dal governo siriano e dalla SDF nel governatorato di Deir el-Zor. Mentre le SDF affermavano che l'esercito siriano si stava preparando ad entrare nella città di Manbij nel nord-est di Aleppo, il governo siriano aveva ribadito che era stato fatto l'accumulo dell'esercito siriano vicino a Manbij per impedire l'ingresso dell'esercito turco nella città. Lo stesso giorno, le forze turche hanno bombardato Ras al-Ayn e sparato con mitragliatrici nei pressi della città.

## Cronologia

Una mappa giornaliera dell'offensiva turca nella Siria nord-orientale

### 9 ottobre 2019
L'operazione ha avuto inizio il 9 ottobre 2019, con attacchi aerei e di artiglieria turchi contro le città di Tell Abyad, Ras al-Ayn, detenute dalle SDF, dove si dice che migliaia di persone siano fuggite dalla città, Ain Issa e Qamishlo. La data è l'anniversario dell'espulsione del leader del PKK Abdullah Öcalan dalla Siria nel 1998, da parte del governo di Hafiz al-Asad.
In risposta al bombardamento transfrontaliero, il portavoce di SDF ha affermato che la Turchia stava prendendo di mira i civili. In seguito sono stati lanciati sei missili nella città turca di Nusaybin in risposta al PKK, e due presumibilmente hanno colpito la città di Ceylanpınar. L'SDF ha anche annunciato in risposta all'avvio dell'operazione turca che avrebbero interrotto le operazioni anti-ISIS, e che due civili erano stati uccisi. In risposta agli attacchi aerei, la SDF ha invitato gli Stati Uniti a stabilire una zona di interdizione al volo sul nord della Siria.

### Offensiva di terra
Alla fine della giornata, l'esercito turco ha annunciato che la fase fondamentale dell'operazione era iniziata da tre punti, tra cui Tell Abyad.

### 10 ottobre 2019
Prima dell'alba della mattina del 10 ottobre 2019, l'esercito turco inizia ufficialmente l'offensiva di terra contro le SDF; annunciano anche di aver raggiunto 181 obiettivi nel nord della Siria e che 14 000 ribelli sostenuti dalla Turchia stessero prendendo parte all'offensiva guidata dalla Turchia. Le SDF dichiarano di aver respinto un progresso turco verso Tell Abyad. Più tardi, secondo quanto riferito, scoppiano scontri tra SDF e forze allineate alla Turchia vicino ad al-Bab. Le forze a guida turca avanzano nell'area di Tell Abyad e catturano i villaggi di Tabatin e Al-Mushrifah. Di notte le forze armate turche dichiarano il controllo di 11 villaggi. Mentre i combattimenti continuano intorno a Tell Abyad, l'esercito nazionale siriano annuncia di aver catturato i villaggi di Mishrifah, Al-Hawi, Barzan, Haj Ali e una fattoria ad est della città. Durante gli attacchi aerei turchi durante i combattimenti, le SDF affermano che le forze aeree turche avessero colpito una prigione con prigionieri ISIS. I media turchi riferiscono in tarda serata che 174 combattenti SDF sono stati uccisi, feriti o catturati.

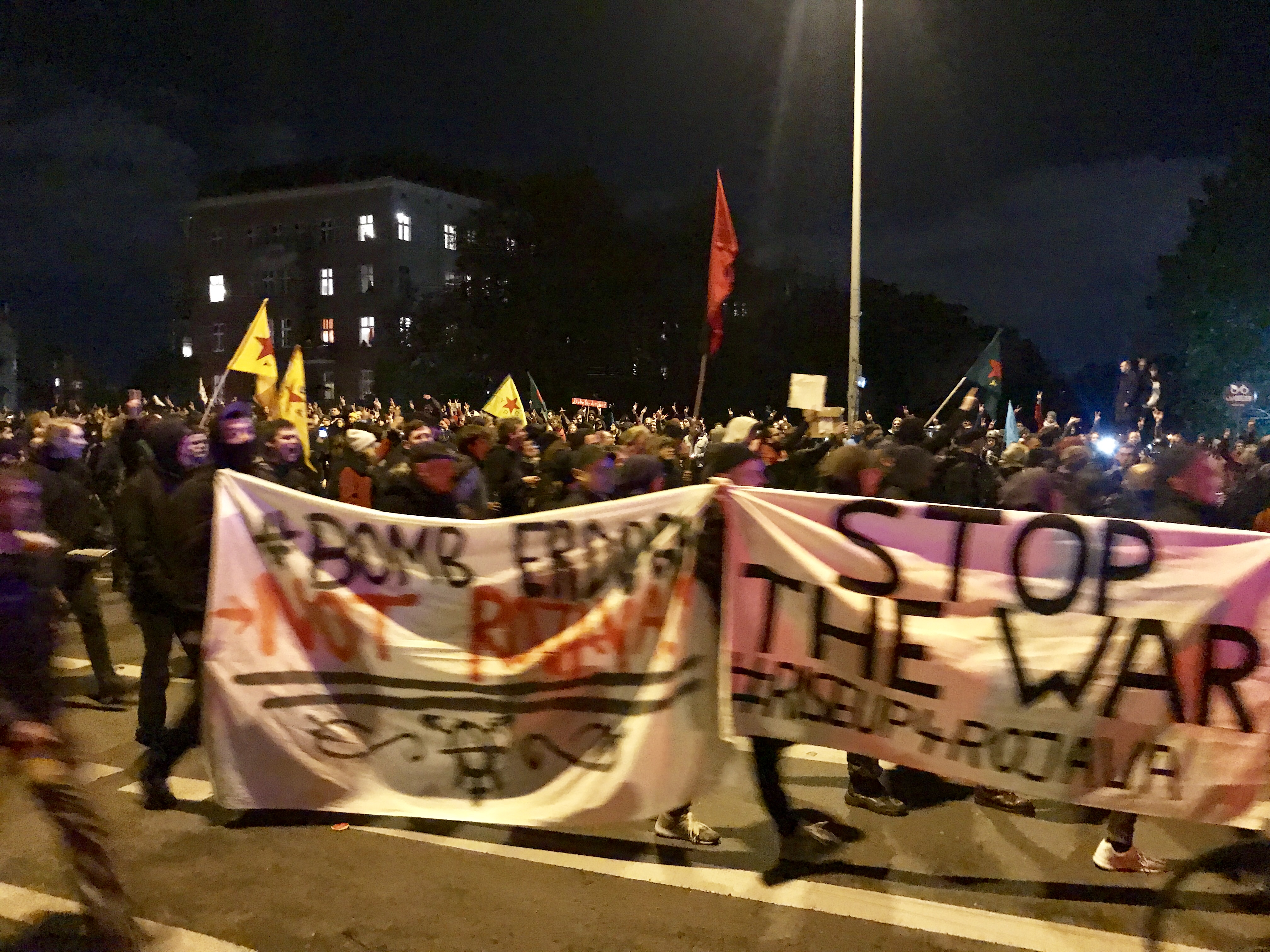
Protesta a Berlino, Germania, contro l'offensiva militare turca, 10 ottobre 2019

Il presidente turco Recep Tayyip Erdoğan afferma quel giorno che 109 combattenti SDF erano stati uccisi nell'operazione e un numero imprecisato di combattenti feriti e catturati. In un discorso ai legislatori del suo partito dell'AK Party, il presidente Erdoğan ha anche minacciato di inondare l'Europa con 3,6 milioni di rifugiati se le nazioni europee avessero continuato a criticare l'operazione militare, in particolare se l'avessero etichettata come un'invasione.
Un totale di 7 civili turchi sono stati uccisi e 85 civili sono stati feriti dal bombardamento di SDF in Turchia il secondo giorno dell'operazione secondo i media turchi.
70 000 persone sono fuggite dalle città di confine delle SDF a seguito dei bombardamenti turchi.
Secondo il Ministero della difesa nazionale turco, un soldato turco è stato ucciso dall'YPG.

### 11 ottobre 2019
2 giornalisti sono stati feriti a Nusaybin, quando l'edificio da cui stavano filmando è stato incendiato da Qamishli attraverso il confine con i combattenti SDF. L'incidente è stato trasmesso in diretta sui canali televisivi turchi, secondo fonti turche.
3 civili sono stati uccisi a Suruç da un bombardamento delle SDF. In risposta all'attacco, la Turchia bombarda Kobanê, un villaggio siriano oltre il confine Altri 8 civili sono stati uccisi nel corso della giornata a Nusaybin e 35 sono stati feriti dall'attacco di mortaio delle SDF, portando il totale dei civili uccisi dai bombardamenti delle SDF in Turchia a 18, secondo fonti turche.
7 civili sono stati uccisi in Siria dalle forze turche nell'area di Tell Abyad, di cui 3 uccisi da cecchini turchi secondo il SOHR.
Secondo il Ministero della difesa nazionale turco, un totale di 399 combattenti SDF sono stati uccisi, catturati o feriti dall'inizio dell'operazione militare turca.
L'Esercito siriano libero afferma di aver conquistato il villaggio di Halawa, a sud-est di Tell Abyad. TAF e SNA annunciano la cattura di Tell Halaf nel corso della giornata e pubblicano un video dall'interno della città.
Nella città di Qamishli, un sospetto autobomba ISIS uccide 5 civili, mentre un presunto attacco di artiglieria turca colpisce una prigione vicina e cinque sospetti membri dell'ISIS, precedentemente detenuti in custodia dalle SDF, fuggono.
Nella città di Kobanê, secondo quanto riferito, una base di forze speciali statunitensi ha subito pesanti bombardamenti da parte dell'artiglieria turca; le truppe statunitensi non si sono vendicate, ma si sono ritirate dopo la fine dei bombardamenti. La Turchia ha risposto negando di aver preso di mira la base americana, affermando invece di aver sparato contro le posizioni delle SDF. Secondo il ministro della Difesa turco, l'attacco con mortaio contro la città di Suruç all'inizio del giorno è stato lanciato deliberatamente a 1000 metri dalla base americana di Kobanê dalle SDF per evitare ritorsioni turche.
Lo stesso giorno, Jaysh al-Islam annuncia che si sarebbero uniti all'offensiva turca dalle loro basi nelle aree di Afrin e di Aleppo settentrionale.
La BBC riferisce che 100 000 persone sono fuggite dalle loro case nel nord della Siria. La Mezzaluna Rossa curda (Heyva Sor) afferma che finora ci sono stati 11 decessi civili confermati. L'esercito turco ha confermato la morte di un soldato e ha affermato che altri tre erano stati feriti.
Il Ministero della difesa nazionale della Turchia annuncia che altri tre soldati sono stati uccisi dall'YPG, due dei quali sono stati uccisi in un attacco di mortaio contro una base militare turca in una parte della Siria occupata dalla Turchia. Ciò ha portato a quattro il numero totale di soldati turchi uccisi nell'operazione. Il SOHR riferisce che il numero effettivo di soldati turchi uccisi nell'operazione fosse sei. Nel corso della giornata, il SOHR riferisce che almeno 12 guardie di frontiera turche sono state uccise o ferite in uno scontro con le SDF a Kobanê.

### 12 ottobre 2019
Le forze armate turche e l'esercito nazionale siriano hanno affermato di aver raggiunto l'autostrada M4, 32 km in profondità nel territorio siriano e tagliando efficacemente la linea di approvvigionamento tra Manbij e Qamishli. L'esercito d'opposizione siriano annuncia di aver preso 18 villaggi vicino all'autostrada M4, nella parte orientale di Raqqa. Secondo fonti curde, la politica locale curdo Hevrin Khalaf è stata uccisa dalle truppe turche vicino a Qamishli, tuttavia la sua morte non è stata confermata dalle autorità.
Due colpi di mortaio sono stati sparati ad Akçakale dalle SDF, vicino a un hotel dove i giornalisti alloggiavano secondo i media turchi. Il ministro degli interni turco Süleyman Soylu ha annunciato che quasi 300 colpi di mortaio erano stati sparati nella provincia di Mardin dalle SDF dall'inizio dell'operazione.
Intorno alle 12:00 (UTC+3), TAF e SNA hanno annunciato di aver catturato Ras al-Ayn, ma le SDF negano che la Turchia avesse preso il controllo della città.
Vengono compiuti crimini di guerra da parte delle milizie turche, a causa di una sparatoria su medici e ambulanze, violando le Convenzioni di Ginevra.

### 13 ottobre 2019

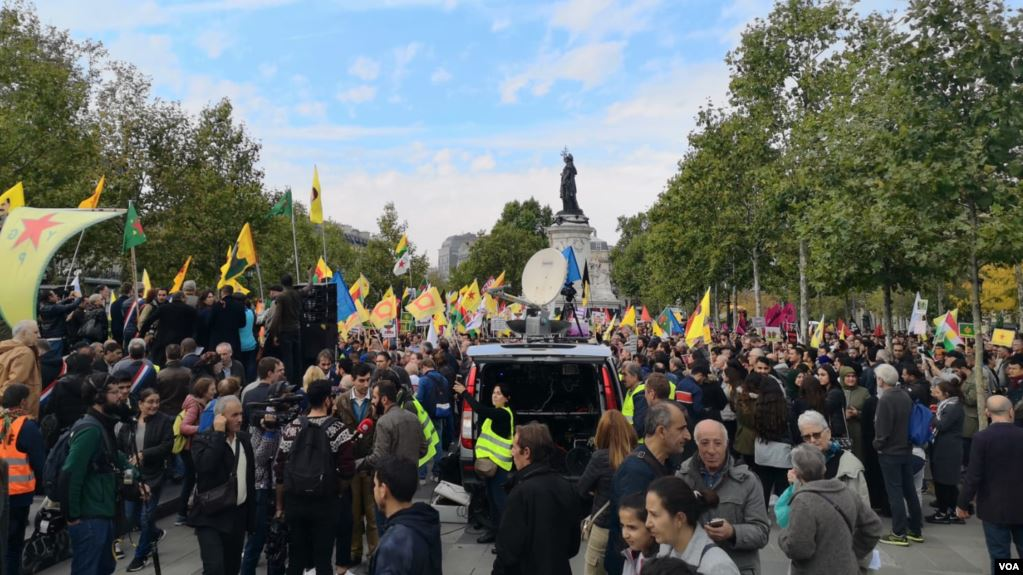
Protesta a Parigi contro l'offensiva militare turca, 13 ottobre 2019

Le forze armate turche e l'esercito nazionale siriano annunciano la cattura della città di Suluk del distretto di Tell Abyad al mattino presto. Il SOHR ha confermato che le forze turche e l'SNA avevano preso il pieno controllo di Suluk e che gli scontri si stavano avvicinando ad Ain Issa. Il SOHR ha anche riferito che le forze turche avessero preso di mira un'ambulanza nell'area di Tell Abyad che è ancora dispersa.
Il SOHR riferisce anche che le SDF sono state in grado di riguadagnare quasi tutto il controllo sulla città contestata di Ras-al Ayn dopo un contrattacco.
Le forze armate turche e l'esercito siriano libero hanno annunciato nel pomeriggio di aver catturato il centro di Tell Abyad, e secondo il SOHR hanno tagliato l'autostrada M4. Fonti turche riferiscono che i bombardamenti delle SDF contro Jarablus hanno ucciso 2 civili siriani.
Alla luce dell'avanzamento delle forze pro-turche su Ayn Issa, le SDF affermano che 785 persone collegate all'ISIS erano fuggite da un campo di detenzione nell'area e che i fuggitivi hanno ricevuto assistenza dalle forze pro-turche e dagli attacchi aerei turchi. Secondo il Washington Post, le truppe statunitensi hanno evacuato la città di Ayn Issa.
Il presidente turco Erdoğan dichiara che 652 proiettili di mortaio e razzi sono stati lanciati contro la Turchia dall'inizio dell'operazione, uccidendo 18 persone e ferendo 147 civili.
Il segretario della difesa degli Stati Uniti Mark Esper dichiara che gli Stati Uniti stavano pianificando di evacuare tutti i 1 000 soldati rimasti dalla Siria settentrionale. Gli USA hanno inoltre informato le SDF dell'intenzione di ritirarsi dalle basi militari di Manbij e Kobane e hanno già evacuato Ayn Issa secondo il SOHR.
Le forze armate turche e l'esercito siriano libero hanno catturato completamente Tall Abyad nel tardo pomeriggio secondo il SOHR.

### 14 ottobre 2019
Per fronteggiare l'offensiva turca, le forze curde hanno raggiunto un accordo con il governo siriano di Bashar al-Assad, per l'invio di un contingente militare a protezione delle città strategiche di Kobanê e Manbij. L'accordo, stipulato con la mediazione del governo russo è frutto di negoziati tra le Forze Democratiche Siriane dell'amministrazione semiautonoma curda nel Nord-Est della Siria e il governo siriano, svoltisi presso la base aerea russa di Chmejmim a Laodicea. Nella mattina le truppe di Damasco hanno raggiunto la località di Tel Tamer, nei pressi di Ras al-Ain, considerato punto nevralgico dell'assalto, preparandosi alla difesa della zona. Entrambe le parti belligeranti rivendicano il sostegno ricevuto dalla Russia

### 15 ottobre 2019
Le Nazioni Unite hanno condannato le violenze "da entrambi gli schieramenti", condannado fortemente l'attacco aereo turco condotto a Tel-Tamor, sull'autostrada di Ras al-Ain, che ha colpito un convoglio di civili su cui viaggiavano numerosi giornalisti, uccidendone due.

### 17 ottobre 2019
Turchia e Stati Uniti hanno raggiunto un accordo per un cessate il fuoco in Siria di 120 ore, nelle quali gli Stati Uniti favoriranno l'evacuazione dei combattenti curdi dalla zona di sicurezza concordata dal governo turco. A dare l'annuncio il vicepresidente americano Mike Pence, dopo l'incontro con il presidente turco Erdoğan. L'accordo è tuttavia controverso, dato che pochi minuti dopo, un portavoce dell'amministrazione del Nordest della Siria ha dichiarato che i termini sono rigettati dalle forze curde.

## Reazioni

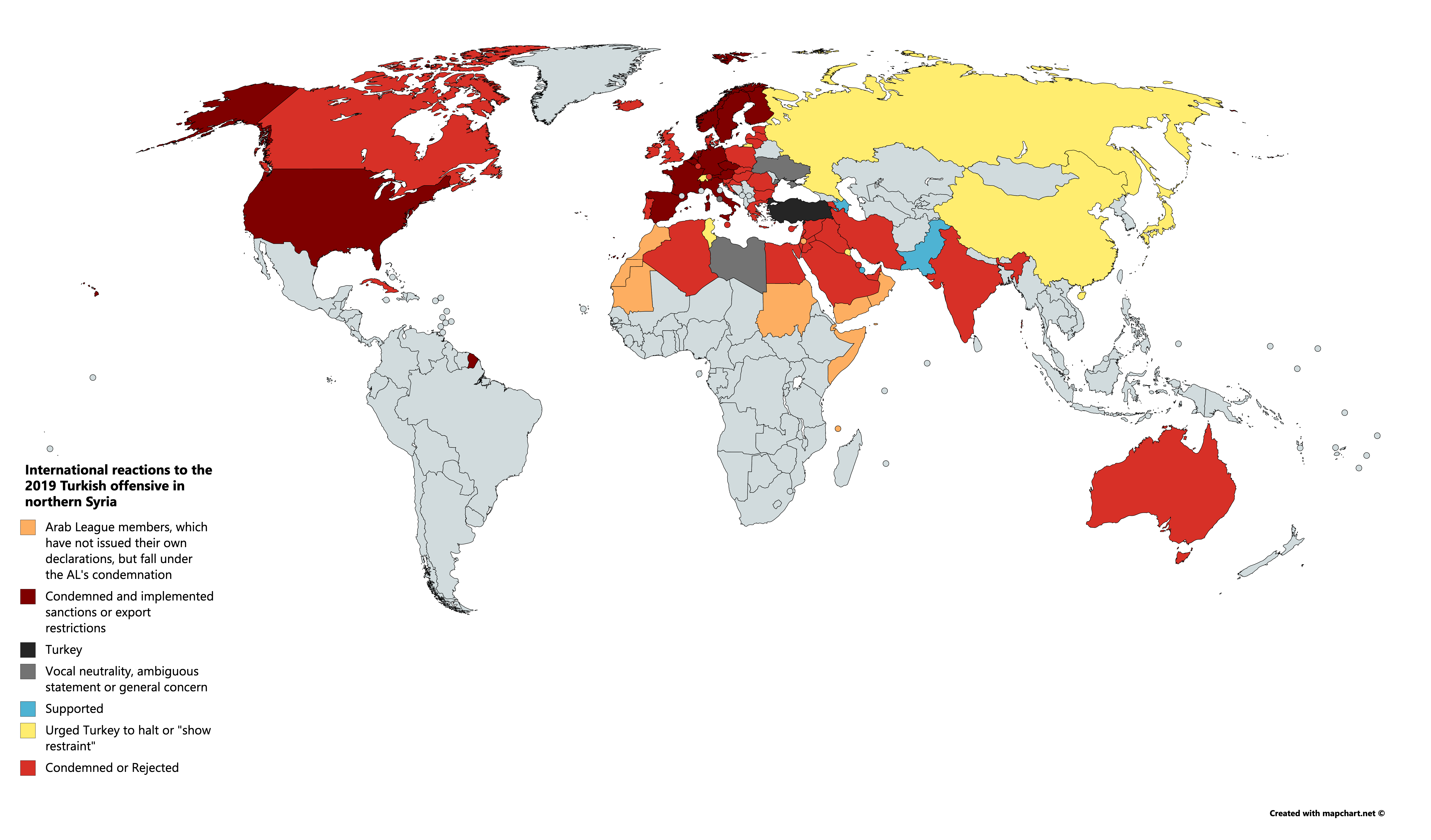
Reazioni internazionali all'operazione turca del 2019 nella Siria settentrionale.

### Arresti in Turchia
La polizia turca ha arrestato più di 120 critici online dell'invasione turca per aver diffuso "propaganda terroristica". Il procuratore turco ha avviato un'indagine sulla "propaganda terroristica" contro i parlamentari Sezai Temelli e Pervin Buldan, co-leader del partito HDP filo-curdo. Le autorità turche hanno arrestato il web editor dell'opposizione BirGün e il caporedattore del portale di notizie online Diken.

### Ulteriori preoccupazioni
Ci sono preoccupazioni per una possibile rinascita dello Stato islamico (ISIS) nella regione, in quanto le Forze Democratiche Siriane - che hanno condotto operazioni contro l'ISIS e hanno tenuto prigionieri ISIS nella regione - devono rispondere all'offensiva turca e quindi potrebbero perdere il controllo delle prigioni. Alla domanda sulla situazione dopo il ritiro delle forze statunitensi nella Siria nord-orientale, il presidente degli Stati Uniti Donald Trump ha respinto la minaccia dell'ISIS, sottolineando che "stanno per fuggire in Europa". Il Pentagono ha sollevato ulteriori preoccupazioni sul fatto che l'esercito turco avesse rinchiuso le forze statunitensi di stanza a Kobanê con fuoco di artiglieria.